# Здуны
Здуны (пол. Zduny)  —  город  в Польше, входит в Великопольское воеводство,  Кротошинский повят.  Имеет статус городско-сельской гмины. Занимает площадь 6,12 км². Население 4 529 человек (на 2004 год).